# Rhizothyrium abietis
Rhizothyrium abietis är en svampart som beskrevs av Naumov 1915. Rhizothyrium abietis ingår i släktet Rhizothyrium och familjen Helotiaceae.   Inga underarter finns listade i Catalogue of Life.